# Barbie als Rapunzel
Barbie als Rapunzel (Original: Barbie as Rapunzel) ist ein US-amerikanischer Film von Owen Hurley, der im Jahr 2002 erschien. Er ist der zweite von bisher 34 computeranimierten Filmen zu Barbie.

## Handlung
Kelly, Barbies kleine Schwester, ist entmutigt, da sie nicht weiß, was sie malen soll. Da erzählt Barbie ihrer Schwester eine Geschichte über ein Mädchen, das malte, was sie träumte. Sie hieß Rapunzel und hatte wunderschöne, lange Haare. Ihre Freunde sind die junge Drachin Penelope und das Kaninchen Hobie. Rapunzel lebt im Herrenhaus der Baronin und Hexe Gothel als Dienerin. Es befindet sich in einem Wald versteckt hinter einer magischen Wand, es kann niemand außer Gothel dahin gelangen. Eines Tages entdeckt Rapunzel mit ihren Freunden ein geheimes Zimmer unterhalb der Küche. Dort finden sie eine silberne Haarbürste, nach einer Gravur ein Geschenk ihrer Eltern zum ersten Geburtstag. Doch Gothel hatte Rapunzel erzählt, dass sie im Alter von wenigen Tagen ausgesetzt wurde und Gothel sie seitdem aufgezogen hatte. Unterhalb des geheimen Zimmers stoßen die Freunde auf einen Geheimgang. Da Penelope nicht durch die zufällig aufgebrochene Öffnung passt, bleiben sie und Hobie im Zimmer und warten auf Rapunzel.
Rapunzel gelangt durch den Gang in die Nähe eines Dorfes, das bei einem Schloss liegt. Sie betritt das Dorf, läuft über den Marktplatz und über eine Brücke in Richtung Schloss. Auf einer Wiese rettet sie Prinzessin Katrina, Tochter König Friedrichs, die in eine Falle des verfeindeten Nachbarkönigs Wilhelm gefallen ist. Katrina ist die kleine Schwester von Prinz Stefan, der ebenfalls zu Hilfe eilt. Er ist fasziniert von Rapunzel und möchte sie wiedersehen, doch bevor Stefan sich vorstellt, schlägt die Uhr und Rapunzel kehrt schnell zurück. Otto, Gothels Frettchen, hat alles beobachtet und erzählt Gothel, dass Rapunzel im Dorf war und mit einem jungen Mann gesprochen hat. Wütend stürmt Gothel in Rapunzels Zimmer und will von ihr den Namen des Mannes wissen. Da Rapunzel den Namen nicht nennen kann, zerstört Gothel Rapunzels Bilder und Malzeug und verwandelt ihr Zimmer in einen Turm ohne Türen. Gothel will Rapunzel erst hinauslassen, wenn sie den Namen des Mannes verrät. Penelopes Vater Hugo muss Rapunzel bewachen.
In dieser Nacht verwandelt sich die Haarbürste in einen magischen Pinsel, am nächsten Tag bringen Penelope und Hobie Rapunzel Farbe aus Beeren. Da die Pinsel kaputt sind, nimmt sie die frühere Haarbürste. Doch Rapunzel braucht gar keine Farbe; der Pinsel malt, was sie denkt. Aus dem Bild des Dorfes fliegt ein Schmetterling, Rapunzel geht in umgekehrter Richtung durch das Bild und gelangt in den Schlossgarten. Dort trifft sie Prinz Stefan, Rapunzel stellt sich vor, doch möchte seinen Namen nicht wissen. Sie zeigt ihm den magischen Pinsel und er führt sie zum Silberschmied, der den Hersteller kennen könnte. Tatsächlich ist es dessen Bruder, der aber im Königreich Wilhelms kommt und den sie deshalb nicht fragen kann. Prinz Stefan lädt Rapunzel zum abendlichen Maskenball ein. An ihren Haaren will er sie erkennen. Dann taucht Penelope auf und drängt, dass Rapunzel zurückkommt. Denn sonst könnte Gothel ihrem Vater Hugo etwas zufügen, wenn sie Rapunzel nicht vorfindet. Mithilfe des magischen Pinsels malt Rapunzel den Turm auf eine Tür in einer Schloßmauer und beide kehren zurück.
Mit dem magischen Pinsel gestaltet Rapunzel unter Ratschlägen ihrer Freunde ein Ballkleid, aber auch das bemerkt Otto und bringt die geschriebene Einladung zu Gothel, die wütend zu Rapunzel eilt. Gothel zerstört den magischen Pinsel, das magische Bild und schneidet Rapunzel die langen Haare ab. Als Rapunzel immer noch nicht den Namen des Mannes nennen kann, ihrer Kenntnis dessen Gothel jedoch absolut sicher ist, belegt sie den Turm mit dem Fluch: „Wer unaufrichtigen Herzens ist, sei nicht befreit. Der Fluch ist für alle Zeiten gesprochen – er werde von niemanden jemals gebrochen“, was eine magische Hülle um den Turm bildet. Sie kettet Hugo mit einer magischen Kette an den Turm und geht als Rapunzel verkleidet zum Ball. Hugo erklärt Penelope, dass der Zauber nur wirkt, wenn jemand unaufrichtig war. Penelope aber weiß, dass Rapunzel nicht gelogen hat und ermuntert diese, durch die Hülle zu gehen. Dies gelingt und auf Penelopes Rücken fliegen Rapunzel und Hobie über die Schutzmauer.
Maskiert und Rapunzels langes Haar angesteckt, täuscht Gothel Stefan und lockt ihn aus dem Schloß. Sie enttarnt sich und greift ihn mit ihren magischen Blitzen an, da sie ihn als verantwortlich für Rapunzels neuartige Verhaltensweisen sieht. Stefan kann zurück ins Schloß fliehen. Gleichzeitig dringt König Wilhelm in das Schloss ein. Gothel kommt hinzu, als die Könige gegeneinander und Stefan mit zwei von Wilhelms Rittern kämpfen und attackiert mit ihren Blitzen. Gothel enthüllt, dass sie Wilhelm geliebt hatte und weil sie von ihm nur als Freundin angesehen wurde, aus Wut sein Kind Rapunzel entführt und einen Krieg zwischen den beiden Königreichen entfacht hat, weil Wilhelm glaubte, Friedrich stecke hinter der Entführung. Gothel verkündet triumphierend, dass Wilhelm seine Tochter niemals wiedersehen wird und ist sehr überrascht, als Rapunzel mit ihren Freunden auftaucht. Sie verfolgt Rapunzel mit ihrer Magie, aber diese hat sich mit ihren Freunden darauf vorbereitet. Rapunzel läuft durch die von Penelope aufgehaltene Tür mit dem aufgemalten Turm, die der Drache vor Gothel unvermittelt zuschlägt, so dass Gothel durch das Bild in den Turm eindringt.
Dort trifft Gothel nun ihr eigener Fluch – die Unaufrichtige bleibt für alle Zeiten eingesperrt, während Otto sie bedienen muss. Die beiden Königreiche vereinigen sich, Rapunzel und Stefan heiraten und beziehen einen eigenen Palast, in dem auch Hobie, Penelope und Hugo wohnen.

## Produktion und Veröffentlichung
Der Film wurde 2002 unter der Regie von Owen Hurley bei Mainframe Entertainment produziert. Das Drehbuch schrieben Elana Lesser und Cliff Ruby, für die Musik war Arnie Roth verantwortlich.
Der Film erschien 2002 in den USA, Lateinamerika und Großbritannien auf DVD und VHS und wurde unter anderem auch in Belgien und den Niederlanden veröffentlicht. Die deutsche DVD-Veröffentlichung erfolgte 2002 bei Universal. YTV strahlte den Film im kanadischen Fernsehen aus.

## Synchronisation
| Rolle             | Englischer Sprecher | Deutscher Sprecher |
| ----------------- | ------------------- | ------------------ |
| Rapunzel (Barbie) | Kelly Sheridan      | Ilona Otto         |
| Gothel            | Anjelica Huston     | Regina Lemnitz     |
| Penelope          | Cree Summer         | Cathlen Gawlich    |
| Shelly / Katrina  | Chantal Strand      | Daniela Reidies    |
| Stefan            | Mark Hildreth       | Gerrit Schmidt-Foß |